# Typhlotanais spatulasetosus
Typhlotanais spatulasetosus is een naaldkreeftjessoort uit de familie van de Typhlotanaidae. De wetenschappelijke naam van de soort is voor het eerst geldig gepubliceerd in 2012 door Larsen.